# Canet lo Roig
Canet lo Roig település Spanyolországban, Castellón tartományban. Canet lo Roig Xert, La Jana, Rossell, San Rafael del Río, Traiguera, Vallibona és La Sénia községekkel határos. Lakosainak száma 699 fő (2024).

## Népesség
A település népessége az elmúlt években az alábbi módon változott:
| Lakosok száma | 878  | 909  | 913  | 882  | 855  | 760  | 724  | 674  | 687  | 699  |
|               | 2001 | 2004 | 2006 | 2009 | 2011 | 2014 | 2016 | 2019 | 2021 | 2024 |